# Jarischův roztok
Jarischův roztok čili Jarischova voda (latinsky solutio Jarisch) je roztok kyseliny borité s glycerinem rozpuštěné v demineralizované vodě. Jeho pH je mírně kyselé.

## Historie
Přípravek nese jméno po rakouském dermatologovi Adolfovi Jarischovi.

## Příprava
K přípravě roztoku je potřeba 20 g kyseliny borité, 40 g glycerinu (85%) a 940 g destilované vody nebo konzervační vody. Ta se přivede k varu a nechá se v ní rozpustit kyselina. Po vychladnutí se v roztoku rozpustí glycerin a výsledný roztok se přefiltruje. Některé lékárny přidávají protimikrobní konzervační látky (parabeny), které prodlužují trvanlivost. Mohou ale způsobovat alergie a lékárník může připravit na požádání roztok i bez nich. Roztok se skladuje v dobře uzavřených láhvích. Obvyklé balení je čtvrt, půl a jeden litr.

## Vlastnosti
Roztok je čirá bezbarvá tekutina s téměř nepostřehnutelnou příjemnou vůní a s mírně kyselým pH. Je cenově dostupný a k dostání v lékárně bez předpisu.

## Použití
Používá se jako pleťová voda ke zklidnění akné, dermatitidy a ekzémů a k celkovému zklidnění pokožky. Na pokožce nepálí a příjemně chladí. Může také nahradit tonikum na dočištění pokožky po odlíčení. Pomáhá také dodat vláhu podrážděné a vysušené pokožce, například když je rozdrážděna kapesníkem při alergické rýmě nebo při opruzeninách. Rodiče kojenců Jarischův roztok používají k ošetření dětské pokožky.